# A 61-es üteg emlékműve
A Királyi Tábori Tüzérség 61-es ütegének emlékműve (61st Battery Royal Field Artillery Boer War Memorial) London délkeleti kerületében, Woolwich-ben, a tüzérlaktanyával szemben áll. A gránitobeliszk az üteg 18 katonájának állít emléket, aki a második búr háborúban esett el.

## Történelmi háttér
A taracküteg számos összecsapásban részt vett, mások mellett a Spion Kop-i csatában, a Vaal Krantz-i ütközetben és Ladysmith felszabadításában. Az üteg hatékonyságát Redvers Buller tábornok is kiemelte 1900. szeptember 13-ai jelentésében. Az üteg részt vett a lydenburgi harcokban. Egy másik jelentésében Buller nagyra értékelte az ütegparancsnok, Hamilton Gordon őrnagy teljesítményét. 1901-ben az üteg Kelet-Transvaalban maradt, majd decemberben öt másik üteggel – 37., 65., 43., 86. és 87. – közös zászlóaljba olvasztották.